# Легке взуття

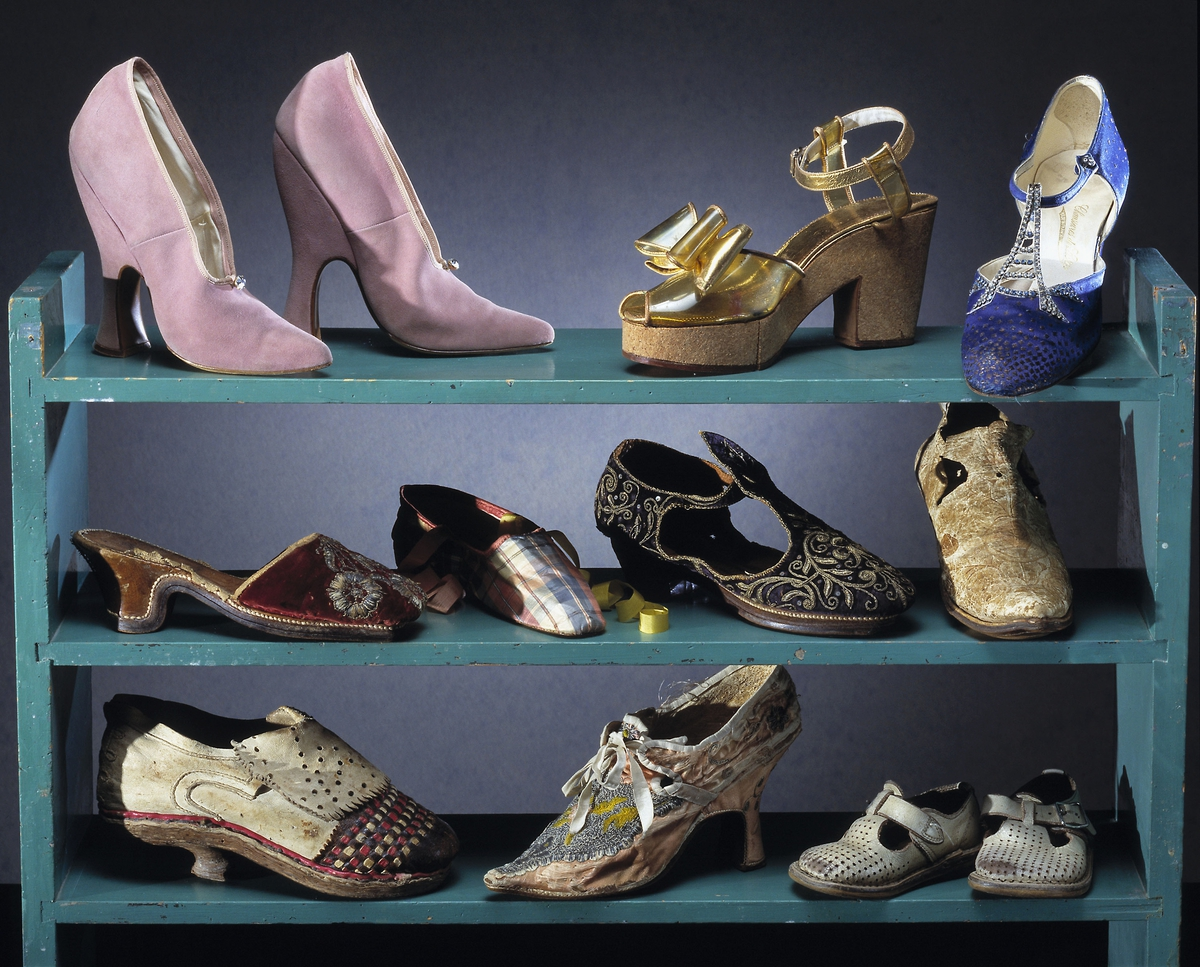
Легке взуття

Легке́ взуття́ — взуття, яке призначене для захисту ступні (на відміну від, наприклад, чобіт чи валянок, що захищають значну частину ноги). Додатково, таке взуття може виконувати також декоративну та інші функції.
Відомі такі різновиди легкого взуття:
- Туфлі — взуття з каблуком, що закриває ногу не вище за щиколотку.
- Кросівки — легке спортивне взуття.
- Сандалі — легке взуття з підошви (часто без каблука), що закріплюється на нозі ремінцями або шнурочками.
- Капці — легке м'яке домашнє взуття.

| Одяг | Це незавершена стаття про одяг. Ви можете допомогти проєкту, виправивши або дописавши її. |